# Karel Kulyk
Karel Kulyk (* 12. prosince 1969 Hodonín) je bývalý český prvoligový fotbalový útočník. Jeho starší bratr Milan je také bývalým prvoligovým fotbalistou.

## Hráčská kariéra
Hodonínský odchovanec zasáhl do 8 utkání nejvyšší soutěže ČR v dresu Baníku Ostrava, aniž by skóroval. Nižší soutěže hrál za VTJ Sigma Hodonín, Tatran Poštorná, Baník Ratíškovice a rakouský ASK Baumgarten.
V ročníku 1996/97 se stal s 23 brankami nejlepším střelcem Moravskoslezské fotbalové ligy.

## Ligová bilance
| Ročník                                 | Zápasy | Góly | Minuty | Klub              |
| -------------------------------------- | ------ | ---- | ------ | ----------------- |
| Moravskoslezská fotbalová liga 1993/94 | –      | 8    | –      | Tatran Poštorná   |
| Moravskoslezská fotbalová liga 1994/95 | –      | 7    | –      | Tatran Poštorná   |
| 2. česká fotbalová liga 1995/96        | 11     | 4    | –      | Tatran Poštorná   |
| 1. česká fotbalová liga 1995/96        | 8      | 0    | 389    | Baník Ostrava     |
| Moravskoslezská fotbalová liga 1996/97 | –      | 23   | –      | Baník Ratíškovice |
| Moravskoslezská fotbalová liga 1997/98 | –      | 13   | –      | Baník Ratíškovice |
| Moravskoslezská fotbalová liga 1998/99 | –      | 14   | –      | Baník Ratíškovice |
| 2. česká fotbalová liga 1999/00        | 28     | 16   | –      | Baník Ratíškovice |
| 2. česká fotbalová liga 2001/02        | 8      | 0    | –      | Baník Ratíškovice |
| CELKEM 1. LIGA ČR                      | 8      | 0    | 389    |                   |
| CELKEM 2. LIGA ČR                      | 47     | 20   | –      |                   |
| CELKEM 3. LIGA ČR – MSFL               | –      | 65   | –      |                   |